# Серамская веерохвостка
Серамская веерохвостка (лат. Rhipidura dedemi) — вид воробьиных птиц из семейства веерохвостковых. Подвидов не выделяют. Видовое название присвоено в честь голландского натуралиста ван Дедема (Frederik Karel Baron van Dedem van Den Berg (1873—1959).

## Распространение и охранный статус
Эндемик Индонезии, где обитает в горах острова Серам.
Международный союз охраны природы (IUCN) относит R. dedemi к видам вызывающим наименьшее беспокойство (охранный статус LC).

## Описание
Серамская веерохвостка достигает длины 13-14 см и массы 10-12 г. Половой диморфизм не выражен. Короткая «бровь» белого цвета идёт от уздечки до верха глаза, окаймлена сверху и снизу чёрным, за глазом расположено большое белое пятно. Лоб, верх и бока головы и шеи до спины коричневые, остальная часть верхней стороны тела птицы ржаво-красная. Подбородок и горло белые, грудь чёрная, перья в нижней части груди с широкими белыми краями, брюхо и нижние кроющие перья хвоста рыжевато-красные, бока коричневые. Радужная оболочка тёмно-коричневая; клюв и ноги светло-рогового цвета. Неполовозрелые особи не описаны.

## Биология
Питаются насекомыми, в том числе жуками. В апреле-мае было обнаружено гнездо с двумя яйцами. Другая информация о размножении отсутствует.

## Систематика
Этот вид является близкородственным и составляет комплекс видов со следующими видами:
- Rhipidura opistherythra — Рыжеспинная веерохвостка — острова Танимбар,
- целебесской веерохвосткой (лат. R. teysmanni) — остров Сулавеси,
- буруанской веерохвосткой[англ.] (лат. R. superflua) — остров Буру,
- палауской веерохвосткой (лат. R. lepida) — эндемик Палау